# 10238 Ananyakarthik
10238 Ananyakarthik eller 1998 SO140 är en asteroid i huvudbältet som upptäcktes den 26 september 1998 av LINEAR i Socorro County, New Mexico. Den är uppkallad efter Ananya Karthik.
Asteroiden har en diameter på ungefär 3 kilometer.